# Liste des quartiers administratifs de Paris

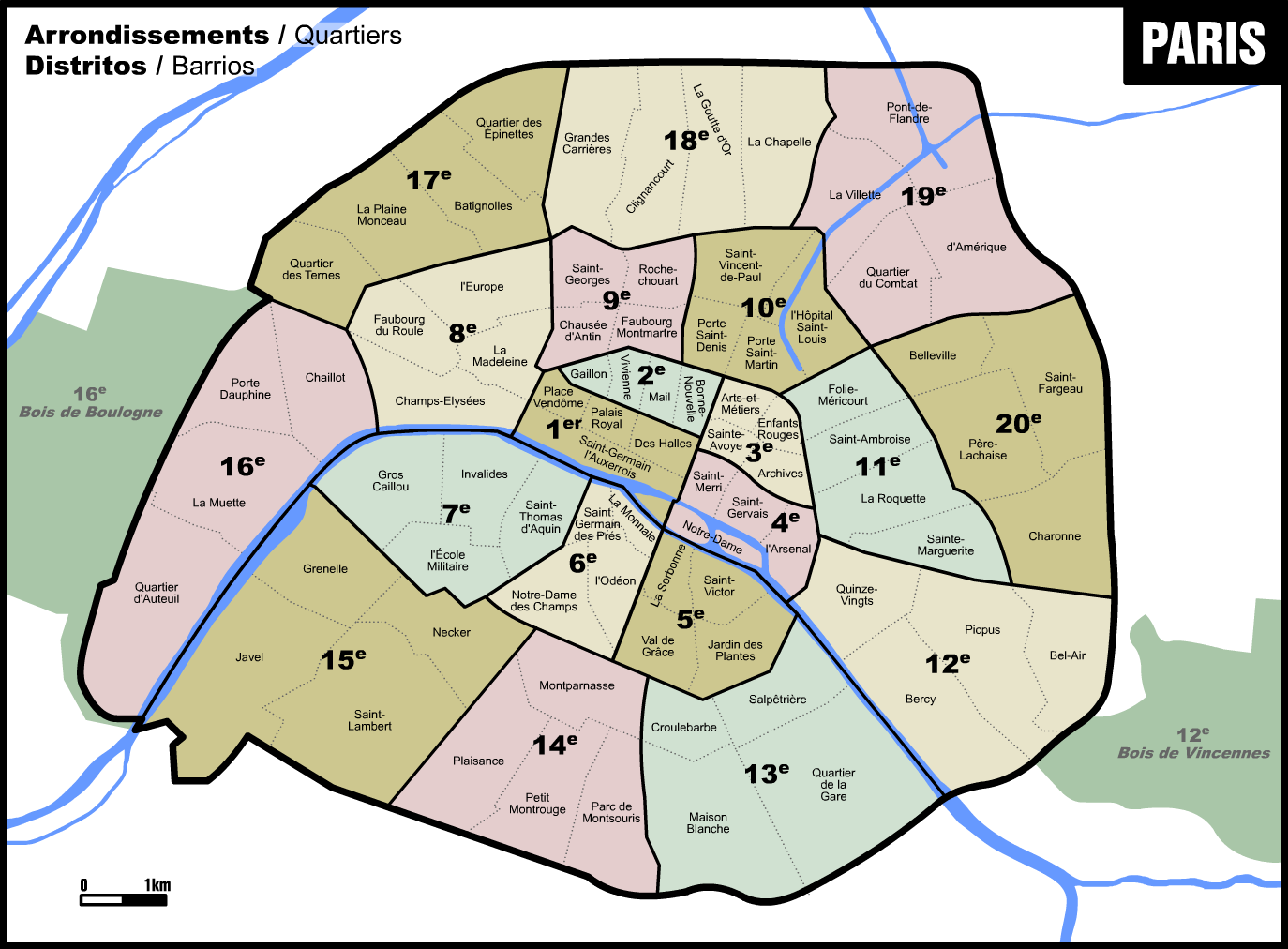
Les 80 quartiers administratifs de Paris

Les 80 quartiers administratifs constituent le niveau le plus fin de l'administration publique à Paris. Chacun contient un poste de police. Chaque arrondissement parisien compte quatre quartiers administratifs.
Ces 80 quartiers (historiques, encore utilisés au sein de la préfecture de Paris et de populations très différentes) sont distincts à la fois des 116 conseils de quartier de Paris (plus équilibrés en population) et des 18 circonscriptions législatives pour l’élection des députés à l’Assemblée nationale.

## Quartiers administratifs depuis 1860
| Arrondissement,                                     | Quartiers | Quartiers                 | Population en 1999 (hab.) | Superficie (ha) | Densité hab/km2 | Plan |
| --------------------------------------------------- | --------- | ------------------------- | ------------------------- | --------------- | --------------- | ---- |
| 1er arrondissement dit « du Louvre »                | 1er       | Saint-Germain-l'Auxerrois | 1 672                     | 86,9            | 1 924           |      |
| 1er arrondissement dit « du Louvre »                | 2e        | Halles                    | 8 984                     | 41,2            | 21 806          |      |
| 1er arrondissement dit « du Louvre »                | 3e        | Palais-Royal              | 3 195                     | 27,4            | 11 661          |      |
| 1er arrondissement dit « du Louvre »                | 4e        | Place-Vendôme             | 3 044                     | 26,9            | 11 316          |      |
| 2e arrondissement dit « de la Bourse »              | 5e        | Gaillon                   | 1 345                     | 18,8            | 7 154           |      |
| 2e arrondissement dit « de la Bourse »              | 6e        | Vivienne                  | 2 917                     | 24,4            | 11 955          |      |
| 2e arrondissement dit « de la Bourse »              | 7e        | Mail                      | 5 783                     | 27,8            | 20 802          |      |
| 2e arrondissement dit « de la Bourse »              | 8e        | Bonne-Nouvelle            | 9 595                     | 28,2            | 34 514          |      |
| 3e arrondissement dit « du Temple »                 | 9e        | Arts-et-Métiers           | 9 560                     | 31,8            | 30 063          |      |
| 3e arrondissement dit « du Temple »                 | 10e       | Enfants-Rouges            | 8 562                     | 27,2            | 31 478          |      |
| 3e arrondissement dit « du Temple »                 | 11e       | Archives                  | 8 609                     | 36,8            | 23 394          |      |
| 3e arrondissement dit « du Temple »                 | 12e       | Sainte-Avoye              | 7 501                     | 21,3            | 35 216          |      |
| 4e arrondissement dit « de l'Hôtel-de-Ville »       | 13e       | Saint-Merri               | 6 523                     | 31,3            | 20 840          |      |
| 4e arrondissement dit « de l'Hôtel-de-Ville »       | 14e       | Saint-Gervais             | 10 587                    | 42,2            | 25 088          |      |
| 4e arrondissement dit « de l'Hôtel-de-Ville »       | 15e       | Arsenal                   | 9 474                     | 48,7            | 19 454          |      |
| 4e arrondissement dit « de l'Hôtel-de-Ville »       | 16e       | Notre-Dame                | 4 087                     | 37,9            | 10 784          |      |
| 5e arrondissement dit « du Panthéon »               | 17e       | Saint-Victor              | 11 661                    | 60,4            | 19 306          |      |
| 5e arrondissement dit « du Panthéon »               | 18e       | Jardin-des-Plantes        | 18 005                    | 79,8            | 22 563          |      |
| 5e arrondissement dit « du Panthéon »               | 19e       | Val-de-Grâce              | 19 492                    | 70,4            | 27 688          |      |
| 5e arrondissement dit « du Panthéon »               | 20e       | Sorbonne                  | 9 683                     | 43,3            | 22 363          |      |
| 6e arrondissement dit « du Luxembourg »             | 21e       | Monnaie                   | 6 185                     | 29,3            | 21 109          |      |
| 6e arrondissement dit « du Luxembourg »             | 22e       | Odéon                     | 8 833                     | 71,6            | 12 337          |      |
| 6e arrondissement dit « du Luxembourg »             | 23e       | Notre-Dame-des-Champs     | 24 731                    | 86,1            | 28 724          |      |
| 6e arrondissement dit « du Luxembourg »             | 24e       | Saint-Germain-des-Prés    | 5 154                     | 28,2            | 18 277          |      |
| 7e arrondissement dit « du Palais-Bourbon »         | 25e       | Saint-Thomas-d'Aquin      | 12 661                    | 82,7            | 15 310          |      |
| 7e arrondissement dit « du Palais-Bourbon »         | 26e       | Invalides                 | 6 276                     | 107,4           | 5 844           |      |
| 7e arrondissement dit « du Palais-Bourbon »         | 27e       | École-Militaire           | 12 895                    | 80,8            | 15 959          |      |
| 7e arrondissement dit « du Palais-Bourbon »         | 28e       | Gros-Caillou              | 25 156                    | 138,2           | 18 203          |      |
| 8e arrondissement dit « de l'Élysée »               | 29e       | Champs-Élysées            | 4 614                     | 114,1           | 4 044           |      |
| 8e arrondissement dit « de l'Élysée »               | 30e       | Faubourg-du-Roule         | 10 038                    | 79,6            | 12 611          |      |
| 8e arrondissement dit « de l'Élysée »               | 31e       | Madeleine                 | 6 045                     | 76,1            | 7 943           |      |
| 8e arrondissement dit « de l'Élysée »               | 32e       | Europe                    | 18 606                    | 118,3           | 15 728          |      |
| 9e arrondissement dit « de l'Opéra »                | 33e       | Saint-Georges             | 20 850                    | 71,7            | 29 079          |      |
| 9e arrondissement dit « de l'Opéra »                | 34e       | Chaussée-d'Antin          | 3 488                     | 54,3            | 6 424           |      |
| 9e arrondissement dit « de l'Opéra »                | 35e       | Faubourg-Montmartre       | 9 233                     | 41,7            | 22 141          |      |
| 9e arrondissement dit « de l'Opéra »                | 36e       | Rochechouart              | 22 212                    | 50,1            | 44 335          |      |
| 10e arrondissement dit « de l'Entrepôt »            | 37e       | Saint-Vincent-de-Paul     | 21 624                    | 92,7            | 23 327          |      |
| 10e arrondissement dit « de l'Entrepôt »            | 38e       | Porte-Saint-Denis         | 15 066                    | 47,2            | 31 919          |      |
| 10e arrondissement dit « de l'Entrepôt »            | 39e       | Porte-Saint-Martin        | 23 125                    | 60,9            | 37 972          |      |
| 10e arrondissement dit « de l'Entrepôt »            | 40e       | Hôpital-Saint-Louis       | 29 870                    | 88,4            | 33 790          |      |
| 11e arrondissement dit « de Popincourt »            | 41e       | Folie-Méricourt           | 33 002                    | 72,6            | 45 457          |      |
| 11e arrondissement dit « de Popincourt »            | 42e       | Saint-Ambroise            | 32 168                    | 83,8            | 38 387          |      |
| 11e arrondissement dit « de Popincourt »            | 43e       | Roquette                  | 47 520                    | 117,2           | 40 546          |      |
| 11e arrondissement dit « de Popincourt »            | 44e       | Sainte-Marguerite         | 36 476                    | 93,0            | 39 222          |      |
| 12e arrondissement dit « de Reuilly »               | 45e       | Bel-Air                   | 33 976                    | 138,6           | 24 514          |      |
| 12e arrondissement dit « de Reuilly »               | 46e       | Picpus                    | 62 947                    | 186,3           | 33 788          |      |
| 12e arrondissement dit « de Reuilly »               | 47e       | Bercy                     | 13 987                    | 190,3           | 7 350           |      |
| 12e arrondissement dit « de Reuilly »               | 48e       | Quinze-Vingts             | 25 752                    | 123,6           | 20 835          |      |
| 13e arrondissement dit « des Gobelins »             | 49e       | Salpêtrière               | 18 246                    | 118,2           | 15 437          |      |
| 13e arrondissement dit « des Gobelins »             | 50e       | Gare                      | 69 008                    | 304,4           | 22 670          |      |
| 13e arrondissement dit « des Gobelins »             | 51e       | Maison-Blanche            | 64 797                    | 223,2           | 29 031          |      |
| 13e arrondissement dit « des Gobelins »             | 52e       | Croulebarbe               | 19 526                    | 69,2            | 28 217          |      |
| 14e arrondissement dit « de l'Observatoire »        | 53e       | Montparnasse              | 18 570                    | 112,6           | 16 492          |      |
| 14e arrondissement dit « de l'Observatoire »        | 54e       | Parc-de-Montsouris        | 19 793                    | 135,7           | 14 586          |      |
| 14e arrondissement dit « de l'Observatoire »        | 55e       | Petit-Montrouge           | 37 230                    | 134,6           | 27 660          |      |
| 14e arrondissement dit « de l'Observatoire »        | 56e       | Plaisance                 | 57 229                    | 178,5           | 32 061          |      |
| 15e arrondissement dit « de Vaugirard »             | 57e       | Saint-Lambert             | 82 032                    | 283,1           | 29 330          |      |
| 15e arrondissement dit « de Vaugirard »             | 58e       | Necker                    | 46 932                    | 157,8           | 29 741          |      |
| 15e arrondissement dit « de Vaugirard »             | 59e       | Grenelle                  | 47 411                    | 147,8           | 32 078          |      |
| 15e arrondissement dit « de Vaugirard »             | 60e       | Javel                     | 49 092                    | 260,9           | 18 816          |      |
| 16e arrondissement dit « de Passy »                 | 61e       | Auteuil                   | 67 967                    | 303,0           | 22 431          |      |
| 16e arrondissement dit « de Passy »                 | 62e       | Muette                    | 45 214                    | 203,7           | 22 196          |      |
| 16e arrondissement dit « de Passy »                 | 63e       | Porte-Dauphine            | 27 423                    | 141,4           | 19 394          |      |
| 16e arrondissement dit « de Passy »                 | 64e       | Chaillot                  | 21 213                    | 142,4           | 14 897          |      |
| 17e arrondissement dit « des Batignolles-Monceaux » | 65e       | Ternes                    | 39 137                    | 146,6           | 26 696          |      |
| 17e arrondissement dit « des Batignolles-Monceaux » | 66e       | Plaine-de-Monceaux        | 38 958                    | 138,4           | 28 149          |      |
| 17e arrondissement dit « des Batignolles-Monceaux » | 67e       | Batignolles               | 38 691                    | 144,2           | 26 831          |      |
| 17e arrondissement dit « des Batignolles-Monceaux » | 68e       | Épinettes                 | 44 352                    | 137,8           | 32 186          |      |
| 18e arrondissement dit « des Buttes-Montmartre »    | 69e       | Grandes-Carrières         | 67 152                    | 190,6           | 35 232          |      |
| 18e arrondissement dit « des Buttes-Montmartre »    | 70e       | Clignancourt              | 64 868                    | 165,3           | 39 243          |      |
| 18e arrondissement dit « des Buttes-Montmartre »    | 71e       | Goutte-d'Or               | 28 524                    | 109,0           | 26 169          |      |
| 18e arrondissement dit « des Buttes-Montmartre »    | 72e       | Chapelle                  | 24 037                    | 134,8           | 17 832          |      |
| 19e arrondissement dit « des Buttes-Chaumont »      | 73e       | Villette                  | 53 650                    | 128,6           | 41 718          |      |
| 19e arrondissement dit « des Buttes-Chaumont »      | 74e       | Pont-de-Flandre           | 24 584                    | 237,7           | 10 342          |      |
| 19e arrondissement dit « des Buttes-Chaumont »      | 75e       | Amérique                  | 55 365                    | 183,6           | 30 155          |      |
| 19e arrondissement dit « des Buttes-Chaumont »      | 76e       | Combat                    | 38 988                    | 129,5           | 30 107          |      |
| 20e arrondissement dit « de Ménilmontant »          | 77e       | Belleville                | 35 773                    | 80,7            | 44 328          |      |
| 20e arrondissement dit « de Ménilmontant »          | 78e       | Saint-Fargeau             | 42 087                    | 148,7           | 28 303          |      |
| 20e arrondissement dit « de Ménilmontant »          | 79e       | Père-Lachaise             | 42 332                    | 159,9           | 26 474          |      |
| 20e arrondissement dit « de Ménilmontant »          | 80e       | Charonne                  | 62 901                    | 209,1           | 30 082          |      |

## Législation
- Article D2512-3 du Code général des collectivités territoriales :
« La division des arrondissements en quartiers est établie suivant les indications du plan annexé au décret du 1er novembre 1859. »
- Décret impérial du 1er novembre 1859, article 2 :
« 2. La division des arrondissements en quartiers est établie suivant les indications du plan annexé au présent décret. »
- Arrêté du préfet de la Seine du 3 novembre 1859 :
« Les quartiers des nouveaux arrondissements de Paris, formés d'après le plan annexé au décret du 1er novembre présent mois, seront désignés selon les indications de ce plan, rappelées au tableau joint au présent arrêté.
Ce tableau, qui fait connaître avec détail les circonscriptions des nouveaux arrondissements et quartiers, sera publié par voie d'affiches. »